# اسنا، پیده
اسنا (به آلمانی: Orrisaar ) ، یک روستا در دهستان روسنا-آلیکو ، شهرستان یاروا در شمال مرکزی استونی است.

## افراد برجسته
- اکاترینا کالینینا ، بلشویک قدیمی استونیایی و همسر رئیس دولت شوروی میخائیل کالینین